# Eukoenenia berlesei
Eukoenenia berlesei is een spinnensoort in de taxonomische indeling van de Palpigradi.
Het dier komt uit het geslacht Eukoenenia. Eukoenenia berlesei werd in 1903 beschreven door Silvestri.